# Distoleon perjurus
Distoleon perjurus is een insect uit de familie van de mierenleeuwen (Myrmeleontidae), die tot de orde netvleugeligen (Neuroptera) behoort. 
Distoleon perjurus is voor het eerst wetenschappelijk beschreven door Walker in 1853.